# Nevinnomyssk

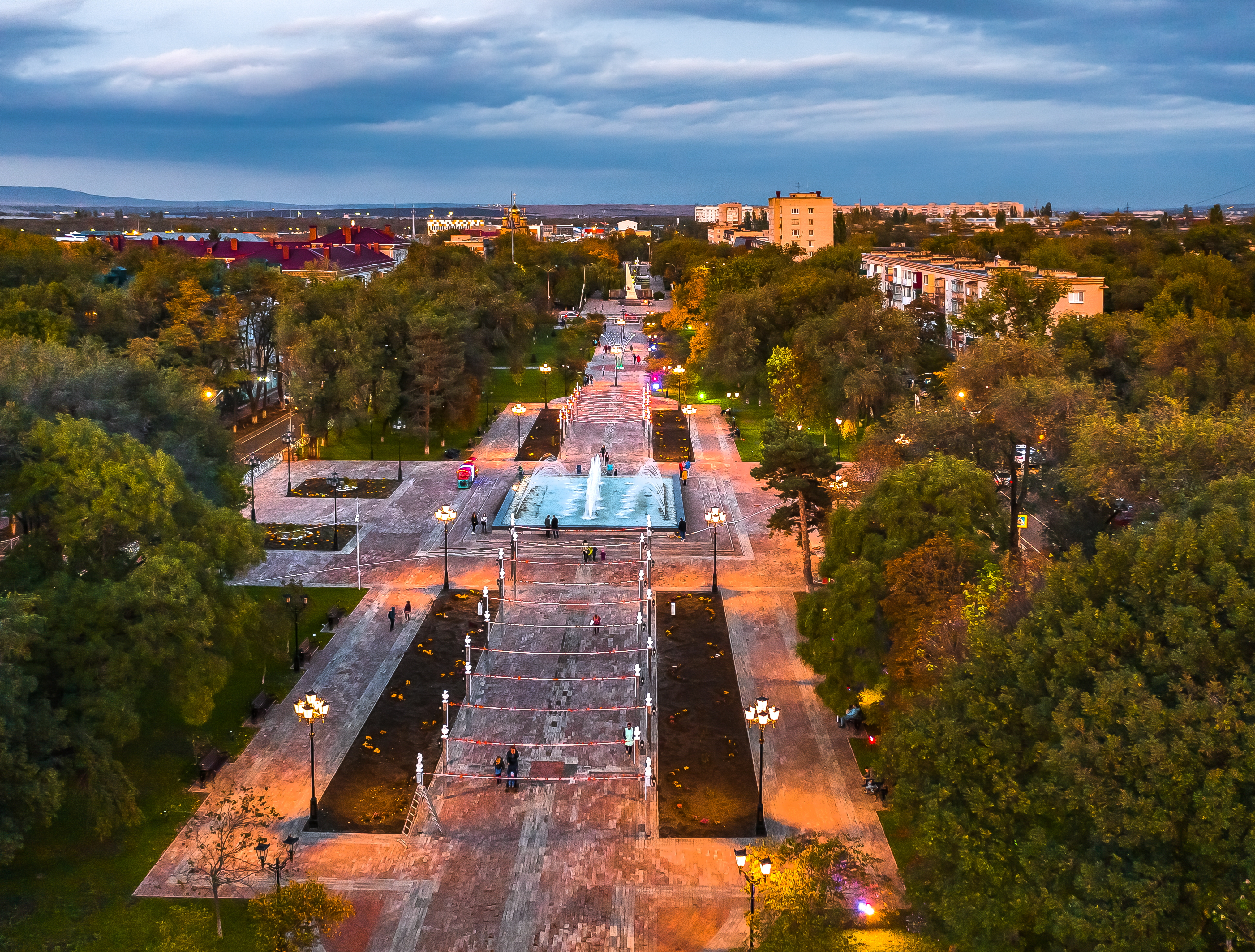
Đại lộ Mira ở Nevinnomyssk

Lá cờ của thành phố

Nevinnomyssk (tiếng Nga:Невинномы́сск) là một thành phố Nga. Thành phố này thuộc chủ thể Stavropol Krai. Thành phố có dân số 132.141 người (theo điều tra dân số năm 2002. Đây là thành phố lớn thứ 125 của Nga theo dân số năm 2002.
Vào ngày 14 tháng 12 năm 2019, cư dân của thành phố đã lập kỷ lục thế giới về "Số lượng người plank cùng lúc nhiều nhất thế giới". Trong vòng 1 phút có 4573 người plank.